# Onrechtmatig verkregen bewijs
Het leerstuk van het onrechtmatig verkregen bewijs is een leerstuk (rechtsbeginsel) dat uit het procesrecht stamt. Het heeft te maken met het "fair trial" en "equality of arms" beginsel.

## Inhoud
Het leerstuk houdt in dat een rechter of jury een bewijsstuk, dat op onrechtmatige wijze is verkregen, terzijde mag of zelfs moet schuiven, en het buiten beschouwing laat. Hierdoor kan de partij die zich hierop beroept in bewijsnood komen.
Onrechtmatig verkregen is bewijs dat verkregen is op een wijze die strijdig is met het recht. De meest sprekende voorbeelden zijn:
- de aanleg van een telefoontap zonder rechterlijke machtiging,
- verkregen bewijsmateriaal uit een onrechtmatige huiszoeking of onderzoek aan het lichaam,
- cocaïnebolletjes verkregen uit een onrechtmatig inwendig onderzoek.

Maar ook bewijs verkregen uit diefstal, bedrog of afpersing kan onrechtmatig zijn. Dat geldt ook voor bewijs verkregen door een verborgen camera of telefoontap zonder machtiging, of wanneer het zwijgrecht voor een ondervraging niet tijdig is medegedeeld.

## Strafrecht
In het strafprocesrecht zijn uitgebreide voorschriften over de situaties wanneer iemand mag worden aangehouden, en onderzocht aan of zelfs in het lichaam.
Datzelfde geldt voor huiszoekingen. Ook wordt uitvoering beschreven wanneer de verdachte moet worden geïnformeerd dat hij een recht tot zwijgen heeft. Wanneer bewijs niet rechtmatig is - bijvoorbeeld als het in Nederland niet volgens de regels van het Wetboek van Strafvordering en de door Nederland gesloten verdragen is verkregen - zal de rechter het bewijsmateriaal buiten beschouwing laten. Hierdoor komt Justitie vaak in bewijsnood, tenzij aanvullend rechtmatig bewijs voorhanden is.
Wanneer Justitie het tenlastegelegde niet kan bewijzen met overige bewijsmiddelen volgt vrijspraak, wanneer dit wel lukt zal de rechter in de strafoplegging rekening houden met het feit dat de rechten van de verdachte geschonden zijn.
Zie ook: Bewijs

## België
In België kan een opdeling gemaakt worden naar de situatie van voor en na 2003. Voor 2003 heerste de strenge exclusionary rule ook in België. Onrechtmatig verkregen bewijs moest in alle gevallen uit de debatten geweerd worden, en ook de fruits of the poisonous tree, ofwel alle bewijsstukken die verkregen zijn via een oorzakelijk verband met een onrechtmatige handeling, moesten geweerd worden.
Op 14 oktober 2003 velde het Hof van Cassatie een mijlpaalarrest die deze radicale exclusionary rule gedeeltelijk opheft. Het arrest staat bekend als het Antigoonarrest. Het Hof oordeelde dat onrechtmatig verkregen bewijs toegelaten moest worden, tenzij in drie hierna vermelde gevallen. De wetgever zette in 2013 deze rechtspraak om in wat nu artikel 32 van de Voorafgaande titel van het Wetboek van strafvordering is. De Antigoonrechtspraak is eveneens van toepassing in het burgerlijk, sociaal en fiscaal recht.
Onrechtmatig verkregen bewijs wordt tegenwoordig toegelaten, tenzij in de volgende drie gevallen:
- de onrechtmatigheid schendt een op straffe van nietigheid voorgeschreven rechtsregel: hierbij moeten de woorden "op straffe van nietigheid" letterlijk worden opgenomen in de wettekst (wat zeer zelden het geval is, zie bv. de op straffe van nietigheid van de aanslag voorgeschreven kennisgeving in geval van een verlenging van 4 tot 7 jaar van de onderzoeks- en controletermijnen bij de inkomstenbelastingen)[1];
- de onrechtmatigheid doet afbreuk aan de betrouwbaarheid van het bewijs (voorbeelden: een bekentenis verkrijgen na foltering; politieagenten die op een plaats delict geen handschoenen dragen en daardoor hun vingerafdrukken overal achterlaten);
- het recht op een eerlijk proces geschonden wordt door de onrechtmatigheid.[2]

Wat het recht op eerlijk proces betreft, houdt de rechter rekening met sub-criteria wanneer hij zich buigt over de vraag of dit recht geschonden is. Deze criteria werden gepreciseerd in het cassatiearrest van 23 maart 2004. Hij houdt rekening met het feit of de overheid de onrechtmatigheid al dan niet met opzet heeft begaan, de onrechtmatigheid een puur formeel karakter heeft, de verhouding tussen de ernst van het misdrijf en de ernst van de onrechtmatigheid, of het gaat om een verschoonbare onachtzaamheid, de impact op het achterliggende grondrecht enz.
Wanneer politieagenten zich in het kader van een opsporingsonderzoek met een list toegang verschaffen tot een hotelkamer zonder huiszoekingsbevel (wat ook niet mogelijk zou zijn in een opsporingsonderzoek), omzeilen zij de wettelijke vereiste die stelt dat buiten een heterdaadsituatie geen huiszoeking kan worden uitgevoerd in een niet publiek toegankelijke plaats, ook indien de betrokkene heeft toegestemd met de toegang van deze undercoveragenten tot de hotelkamer. Dergelijke huiszoeking wordt nietig verklaard. De verbalisanten begaan in dit geval een grove onachtzaamheid.

## Civiel recht

### Nederland
De discussie of ook de civiele rechter onrechtmatig verkregen bewijs moet negeren, is grotendeels geluwd.
In beginsel is men het erover eens dat dit niet hoeft, omdat de wederpartij immers een actie (in reconventie) wegens onrechtmatige daad kan aanspannen, of zelfs een klacht kan indienen bij het Openbaar Ministerie.
In een arbeidszaak plaatste een winkeleigenaar die wist dat uit de kassa gestolen was, een verborgen camera. Een medewerkster werd inderdaad via de camera op heterdaad betrapt. Ontslag op staande voet volgde. De vrouw vocht haar ontslag aan en betoogde dat het camerabewijs onrechtmatig was, omdat een inbreuk werd gemaakt op de privacy. De rechter was het hiermee eens, maar vond dit geen reden om het bewijs buiten beschouwing te laten. Vaak zal men dus een afweging moeten maken tussen de schending van de bestendigheid van het bepaald recht of rechtsregel en de toelaatbaarheid van bewijs dat het voorgaande schendt.

### België
Het Hof van Cassatie oordeelde op 14 juni 2021 dat onrechtmatig verkregen bewijs, net zoals in strafzaken, principieel niet kan worden uitgesloten, tenzij de onrechtmatigheid ofwel de geloofwaardigheid van het bewijs aantast ofwel de rechten van verdediging schendt.